# 231e régiment d'artillerie
Le 231e régiment d'artillerie est un régiment d'artillerie de l'armée française qui a combattu lors de la Première et la Seconde Guerre mondiale.

## Création et différentes dénominations
- juin 1915 : Artillerie divisionnaire 129
- 1er avril 1917 : création du 231e régiment d'artillerie de campagne (RAC)
- 16 février 1919 : dissolution
- 1920 : nouvelle création du 231e régiment d'artillerie de campagne (RAC)
- 31 décembre 1923 : dissolution, forme le 41e régiment d'artillerie divisionnaire
- septembre 1939 : formation du 231e régiment d'artillerie lourde divisionnaire (RALD)
- juillet 1940 : dissolution

## Liste des chefs de corps

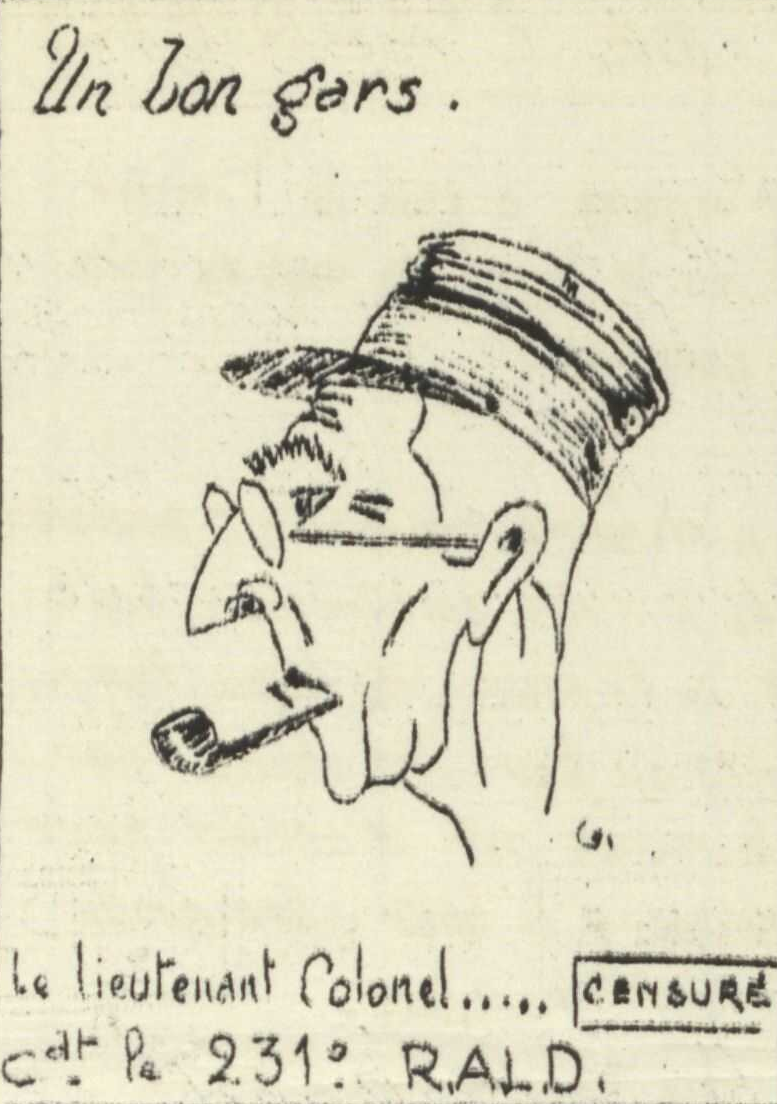
Caricature du lieutenant-colonel commandant le RALD en 1939.

- avril - août 1917 : colonel Rousseau[1],[2]
- août 1917 - février 1919 : chef d'escadron puis lieutenant-colonel Manil[2]
- septembre 1939 - février 1940 : lieutenant-colonel Bourguignon[3]
- février - juillet 1940 : commandant Du Fretay[3]

## Historique des opérations et garnisons du régiment

### Première Guerre mondiale
Il est créé le 1er avril 1917 à partir des trois groupes de l'artillerie divisionnaire (AD) de la 129e division d'infanterie : le 8e groupe du 24e RAC, le 4e groupe du 31e RAC et le 5e groupe du 44e RAC, équipés de canons de 75,.

#### 1917
- 1917
  - Bataille du Chemin des Dames[4]
  - Bataille de la Malmaison[4]

#### 1918
- 1918
  - Monts des Flandres (Scherpenberg)[réf. nécessaire]
  - Oise[4] (Guiscart[réf. nécessaire])

#### Après la guerre
Il entre le 17 novembre 1918 en Lorraine libérée puis part en Allemagne, occupant Worms et Kaiserslautern. Il revient dans la région de Metz où il est dissout le 16 février 1919.

### Entre-deux-guerres
Le régiment est recréé en 1920. Il forme l'artillerie de la 47e division d'infanterie, en occupation à Trèves. Le 31 décembre 1923, selon la décision du 29 mars 1923, le 231e RAC est dissout et forme le 41e régiment d'artillerie divisionnaire.

### Seconde Guerre mondiale
Il est mis sur pied en septembre 1939[réf. souhaitée] par le centre mobilisateur d'artillerie no 4 du Mans. Il est rattaché à la 7e division d'infanterie.
Lors de la bataille de France, le régiment subit de lourdes pertes. Retraitant avec sa division dans le Cher, le régiment perd son matériel restant le 17 juin 1940.

## Étendard

Le revers de l'étendard du d'artillerie.

L'étendard du 231e régiment d'artillerie, cousues en lettres d'or dans ses plis, les inscriptions suivantes :
- Champagne 1915
- Les Monts 1917

### Liens externes

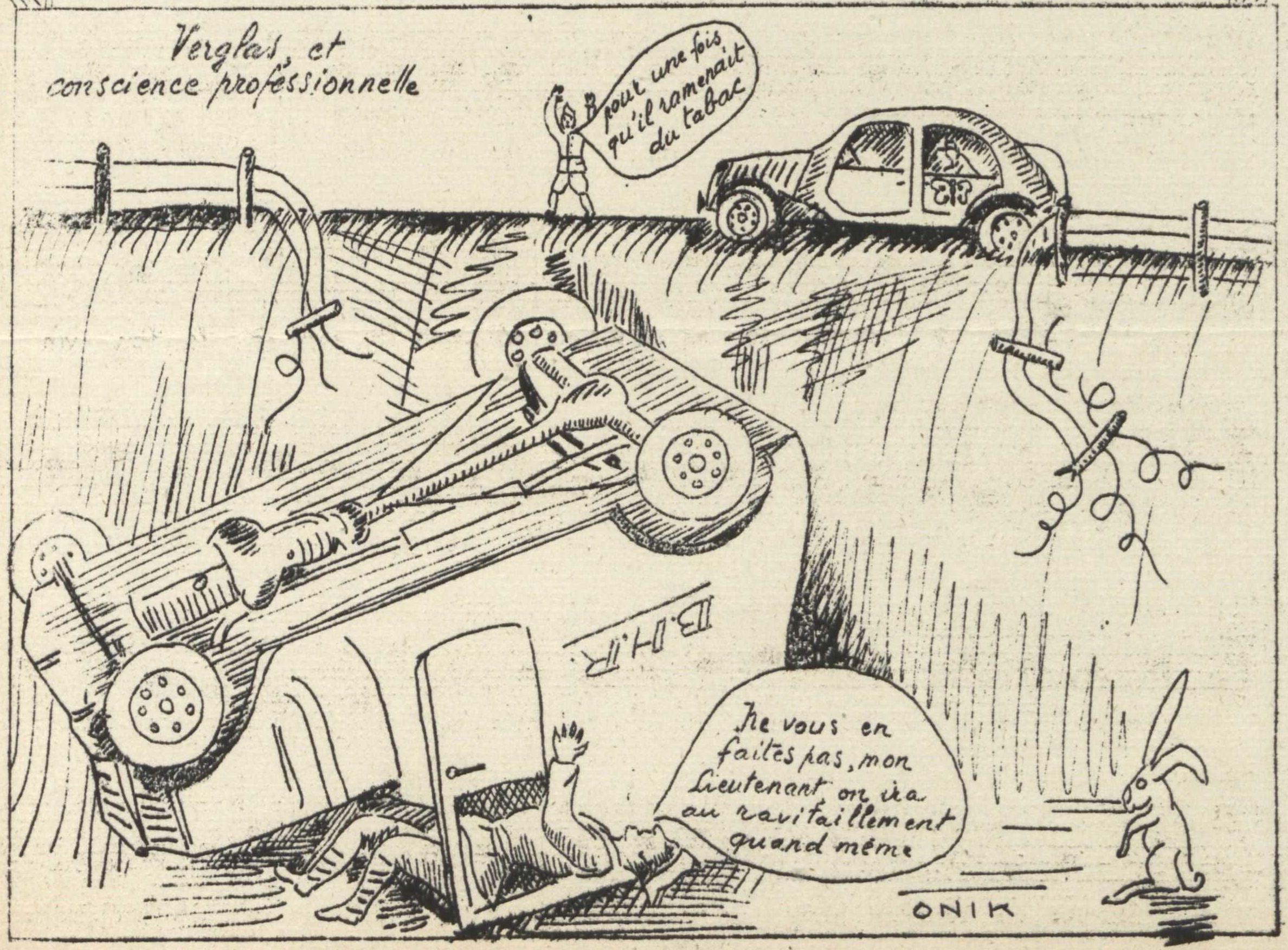
Dessin humoristique tiré du journal de front Le Cheval bleu, février 1940.